# Кнеже
Кнеже (на македонска литературна норма: Кнежје) e село в североизточната част на Северна Македония, част от община Свети Никола.

## География
Селото се намира на около 4 километра западно от общинския център Свети Никола.

## История
В XIX век Кнеже е село в Щипска каза на Османската империя. Църквата „Свети Никола“ е от XIX век. През 1900 година според статистиката на Васил Кънчов („Македония. Етнография и статистика“) селото брои 360 жители, всички българи християни.
Всички християнски жители на селото са под върховенството на Българската екзархия. Според статистиката на секретаря на Българската екзархия Димитър Мишев („La Macédoine et sa Population Chrétienne“) в 1905 година християнското население на Кнеже (Knéjé) се състои от 240 българи екзархисти и в селото работи българско училище.
При избухването на Балканската война в 1912 година 5 души от Кнеже са доброволци в Македоно-одринското опълчение.
След Междусъюзническата война в 1913 година селото попада в Сърбия.
На етническата си карта от 1927 година Леонард Шулце Йена показва Кнеже (Kneže) като българско християнско село.
В 1994 година селото има 71, а в 2002 година – 86 жители.

## Личности
Родени в Кнеже
- Димитър Станков (1883 - 1903), български революционер на ВМОК, четник при Стоян Бъчваров, загинал при сражението с турски аскер в Карбинци[7]
- Йордан Спасов (1875 – 1908), български революционер
- Михаил Иванов (1872 – ?), български революционер

Починали в Кнеже
- Иван Банскалията, български революционер